# Oveta Culp Hobby
Oveta Culp Hobby (Killeen, 19 gennaio 1905 – Houston, 16 agosto 1995) è stata una militare e politica statunitense, primo segretario della salute e dei servizi umani degli Stati Uniti d'America, prima direttrice del Women's Army Corps ed editrice dello Houston Post.

## Biografia
Oveta Culp nacque a Killeen, in Texas, nel 1905. Suo padre Ike Culp, avvocato e legislatore di stato, le trasmise l'interesse per la legge, gli affari governativi e le corse dei cavalli. Sua madre invece le infuse il senso civico grazie alle sue attività di beneficenza all'interno della comunità locale.
Dopo essersi diplomata alla Temple High School di Austin, frequentò il Mary Hardin Baylor College di Belton e l'University of Texas Law School. A soli 20 anni fu invitata a diventare membro della Camera dei rappresentanti del Texas e in seguito lavorò presso la Commissione bancaria statale e presso il Comitato giudiziario della legislatura.
Durante il Convegno del Partito Democratico di Houston del 1928 supportò la candidatura presidenziale di Al Smith e quella di Thomas T. Connally per il Senato degli Stati Uniti, e nel 1931 sposò William Pettus Hobby, ex governatore del Texas e presidente del Post-Dispatch, poi ribattezzato Houston Post, di cui divenne editrice.
Nel 1941 il generale David Searles le affidò il compito di organizzare una sezione sulle attività delle donne per l'esercito. Dopo diversi rifiuti, accettò l'incarico e diventò capo del Women's Interest Section. In seguito alla richiesta di George Marshall di presentare un piano per il nuovo corpo, divenne direttrice del Women's Army Corps, nonché la prima donna ufficiale dell'esercito degli Stati Uniti.
Nel 1948 fu membro della delegazione degli Stati Uniti alla Conferenza delle Nazioni Unite sulla libertà di informazione e di stampa a Ginevra. Dopo un passato tra le file del Partito Democratico, nel 1952 sostenne il candidato repubblicano alla presidenza Dwight Eisenhower e nel 1953 divenne il primo segretario della salute e dei servizi umani. In tale veste supervisionò l'introduzione del vaccino contro la poliomielite, si occupò di presentare un piano di espansione degli ospedali e delle scuole pubbliche e di attuare riforme sulla previdenza sociale.
Nel 1956 divenne presidente del consiglio di amministrazione della Bank of Texas e nel 1966 si recò in Vietnam come membro della Task Force HEW Vietnam Health Education. Fu inoltre membro del consiglio dell'Università Rice e del Business Committee for the Arts.
Nel 1983 la famiglia Hobby vendette il quotidiano Houston Post. Oveta Culp Hobby morì a causa di un infarto nel 1995. Nel 1996 fu inserita nella National Women's Hall of Fame.

## Vita privata
Oveta sposò William P. Hobby da cui ebbe due figli, William Jr. e Jessica, quest'ultima ambasciatrice statunitense in Regno Unito sotto la presidenza di George H. W. Bush.